# Ałpatowo (Czeczenia)
Ałpatowo (ros. Алпатово) – wieś w Rosji, w Czeczenii, w rejonie naurskim. W 2010 liczyła 4861 mieszkańców.